# Klass I i ishockey 1928/1929
Klass I i ishockey 1928/1929 var Sveriges näst högsta serie säsongen 1928/29. Sedan förra säsongen hade Karlbergs BK och Djurgårdens IF flyttats upp till Elitserien. Tranebergs IF var nya från Klass II. Serien spelades som dubbelserie i åtta omgångar.

## Poängtabell
| Nr | Lag                  | S | V | O | F | GM | IM | MK   | P  |
| -- | -------------------- | - | - | - | - | -- | -- | ---- | -- |
| 1  | Nacka SK             | 8 | 5 | 2 | 1 | 24 | 7  | 3.43 | 12 |
| 2  | IF Linnéa            | 8 | 5 | 1 | 2 | 21 | 6  | 3.5  | 11 |
| 3  | UoIF Matteuspojkarna | 8 | 4 | 2 | 2 | 13 | 10 | 1.3  | 10 |
| 4  | AIK                  | 8 | 3 | 0 | 5 | 12 | 22 | 0.55 | 6  |
| 5  | Tranebergs IF        | 8 | 0 | 1 | 7 | 8  | 33 | 0.24 | 1  |